# Vohimasina Nord
Vohimasina Nord is een plaats en gemeente in Madagaskar gelegen in het district Manakara van de regio Vatovavy-Fitovinany. Er woonden bij de volkstelling in 2001 ongeveer 22.000 mensen.
In de plaats is basisonderwijs en voortgezet onderwijs voor jonge kinderen beschikbaar. 90,3% van de bevolking is landbouwer. Het belangrijkste gewas is kruidnagel, maar er wordt ook sinaasappelen, cassave en rijst verbouwd. 1,5% van de bevolking is werkzaam in de industriesector en 2,2 % van de bevolking in de dienstensector. De overige 6% van de bevolking voorziet in levensonderhoud via visserij.